# Lijst van voetbalinterlands België - San Marino
Deze lijst van voetbalinterlands is een overzicht van alle officiële voetbalwedstrijden tussen de nationale teams van België en San Marino. De landen speelden tot op heden acht keer tegen elkaar. De eerste ontmoeting, een kwalificatiewedstrijd voor het Wereldkampioenschap voetbal 1998, werd gespeeld in Serravalle op 9 oktober 1996. Het laatste duel, een kwalificatiewedstrijd voor het Europees kampioenschap voetbal 2020, vond plaats op 10 oktober 2019 in Brussel.
De 10-1-overwinning in 2001 is nog steeds de grootste overwinning die België ooit behaald heeft in een interland, samen met de 9-0-overwinning tegen Zambia in 1994, de 9-0-overwinning tegen Gibraltar in 2017 en de 9-0-overwinning op San Marino in 2019.

## Wedstrijden
| № | Plaats     | Datum            | Competitie           | Wedstrijd           | Uitslag |
| - | ---------- | ---------------- | -------------------- | ------------------- | ------- |
| 1 | Serravalle | 9 oktober 1996   | WK 1998 kwalificatie | San Marino – België | 0 – 3   |
| 2 | Brussel    | 7 juni 1997      | WK 1998 kwalificatie | België – San Marino | 6 – 0   |
| 3 | Brussel    | 28 februari 2001 | WK 2002 kwalificatie | België – San Marino | 10 – 1  |
| 4 | Serravalle | 6 juni 2001      | WK 2002 kwalificatie | San Marino – België | 1 – 4   |
| 5 | Serravalle | 30 maart 2005    | WK 2006 kwalificatie | San Marino – België | 1 – 2   |
| 6 | Antwerpen  | 7 september 2005 | WK 2006 kwalificatie | België – San Marino | 8 – 0   |
| 7 | Serravalle | 6 september 2019 | EK 2020 kwalificatie | San Marino – België | 0 – 4   |
| 8 | Brussel    | 10 oktober 2019  | EK 2020 kwalificatie | België – San Marino | 9 – 0   |

## Samenvatting
| Competitie      | Totaal gespeeld | Winst België | Gelijk | Winst San Marino | Doelsaldo België – San Marino |
| --------------- | --------------- | ------------ | ------ | ---------------- | ----------------------------- |
| WK-kwalificatie | 6               | 6            | 0      | 0                | 33 − 3                        |
| EK-kwalificatie | 2               | 2            | 0      | 0                | 13 − 0                        |
| Totaal          | 8               | 8            | 0      | 0                | 46 − 3                        |

Wedstrijden bepaald door strafschoppen worden, in lijn met de FIFA, als een gelijkspel gerekend.

## Details

### Eerste ontmoeting
| WK 1998 kwalificatie (Serravalle, San Marino, 9 oktober 1996): |       |                                               |
| San Marino                                                     | 0 – 3 | België                                        |
|                                                                | goals | 11' Gert Verheyen 20' Luc Nilis 47' Luc Nilis |

### Tweede ontmoeting
| WK 1998 kwalificatie (Brussel, België, 7 juni 1997):                                                            |       |            |
| België | 6 – 0 | San Marino |
| Lorenzo Staelens 16' Eric Van Meir 26' Émile Mpenza 27' Luis Oliveira 33' Émile Mpenza 45' Lorenzo Staelens 85' | goals |            |

### Derde ontmoeting
| WK 2002 kwalificatie (Brussel, België, 28 februari 2001): |        |                |
| België | 10 – 1 | San Marino     |
| Yves Vanderhaeghe 10' Émile Mpenza 12' Bart Goor 26' Yves Vanderhaeghe 50' Bart Goor 60' Walter Baseggio 65' Marc Wilmots 72' Bob Peeters 76' Bob Peeters 84' Bob Peeters 89' | goals  | 90' Andy Selva |

### Vierde ontmoeting
| WK 2002 kwalificatie (Serravalle, San Marino, 6 juni 2001): |       |                                                                            |
| San Marino                                                  | 1 – 4 | België                                                                     |
| Andy Selva 12'                                              | goals | 9' Marc Wilmots 64' Gert Verheyen 72' Wesley Sonck 89' (pen.) Marc Wilmots |

### Vijfde ontmoeting
| WK 2006 kwalificatie (Serravalle, San Marino, 30 maart 2005): |       |                                               |
| San Marino                                                    | 1 – 2 | België                                        |
| Andy Selva 41'                                                | goals | 18' (pen.) Timmy Simons 63' Daniel Van Buyten |

### Zesde ontmoeting
| WK 2006 kwalificatie (Antwerpen, België, 7 september 2005):                                                                                    |       |            |
| België | 8 – 0 | San Marino |
| Timmy Simons 34' Koen Daerden 39' Thomas Buffel 44' Mbo Mpenza 52' Kevin Vandenbergh 53' Koen Daerden 67' Mbo Mpenza 71' Daniel Van Buyten 83' | goals |            |

### Zevende ontmoeting
| EK 2020 kwalificatie (Serravalle, San Marino, 6 september 2019): |       |                                                                                    |
| San Marino                                                       | 0 – 4 | België                                                                             |
|                                                                  | goals | Michy Batshuayi 43' (pen) Dries Mertens 57' Nacer Chadli 63' Michy Batshuayi 90+2' |

KBVB · A-internationals · Selecties · Statistieken · Bondscoaches · Belgisch vrouwenelftal · Olympisch elftal · België U21 · België U20 · België U19 · België U18 · België U17 · België U16 · Vrouwen U19 · Vrouwen U17
Albanië ·
Algerije ·
Andorra ·
Argentinië ·
Armenië ·
Australië ·
Azerbeidzjan ·
Bosnië en Herzegovina · 
Brazilië ·
Bulgarije ·
Burkina Faso ·
Canada ·
Chili ·
Colombia ·
Costa Rica ·
Cyprus ·
DDR ·
Denemarken ·
Duitsland ·
Egypte ·
El Salvador ·
Engeland ·
Estland ·
Faeröer ·
Finland ·
Frankrijk ·
Gabon ·
Gibraltar ·
Griekenland ·
Hongarije ·
Ierland ·
IJsland ·
Irak ·
Israël ·
Italië ·
Ivoorkust ·
Japan ·
Joegoslavië ·
Kazachstan ·
Kroatië · 
Letland ·
Litouwen ·
Luxemburg ·
Malta ·
Marokko ·
Mexico ·
Montenegro · 
Nederland ·
Noord-Ierland ·
Noord-Macedonië ·
Noorwegen ·
Oekraïne ·
Oostenrijk ·
Panama · 
Paraguay ·
Peru ·
Polen ·
Portugal ·
Qatar ·
Roemenië ·
Rusland ·
San Marino ·
Saoedi-Arabië ·
Schotland ·
Servië ·
Servië en Montenegro ·
Slovenië ·
Slowakije ·
Sovjet-Unie ·
Spanje ·
Tsjechië ·
Tsjecho-Slowakije ·
Tunesië · 
Turkije · 
Uruguay · 
Verenigde Staten · 
Wales · 
Wit-Rusland ·
Zambia · 
Zuid-Korea · 
Zweden · 
Zwitserland
Algerije (2014) ·
Argentinië (2014) · 
Brazilië (2018) · 
Canada (2022) · 
Denemarken (2021) · 
Engeland (2018, 1) · 
Engeland (2018, 2) · 
Finland (2021) · 
Frankrijk (1904) ·
Frankrijk (2018) · 
Ierland (2016) · 
Italië (2016) · 
Italië (2021) · 
Japan (2018) · 
Kroatië (2022) · 
Marokko (2022) · 
Nederland (1985) · 
Panama (2018) ·
Polen (1982) · 
Portugal (2021) · 
Rusland (2014) · 
Rusland (2021) · 
Sovjet-Unie (1982) · 
Tunesië (2018) · 
Verenigde Staten (2014) ·
West-Duitsland (1980) · 
Zuid-Korea (2014)
FSGC · A-internationals · Bondscoaches · Statistieken · San Marino U21 · San Marino U19 · San Marino U18 · San Marino U17 · San Marino U16
1986 – 1989 · 1990 – 1999 · 2000 – 2009 · 2010 – 2019 · 2020 – 2029
2000 · 2001 · 2002 · 2003 · 2004 · 2005 · 2006 · 
Albanië · 
Andorra ·
Azerbeidzjan ·
België · 
Bosnië en Herzegovina · 
Bulgarije ·
Canada ·
Cyprus ·
Denemarken ·
Duitsland · 
Engeland · 
Estland · 
Faeröer · 
Finland · 
Gibraltar · 
Griekenland · 
Hongarije · 
Ierland · 
IJsland ·
Israël · 
Italië · 
Kaapverdië ·
Kazachstan ·
Kosovo ·
Kroatië · 
Letland · 
Libanon · 
Liechtenstein · 
Litouwen · 
Luxemburg ·
Malta ·
Moldavië ·
Montenegro ·
Nederland · 
Noord-Ierland · 
Noorwegen ·
Oekraïne ·
Oostenrijk · 
Polen · 
Roemenië · 
Rusland · 
Saint Kitts en Nevis ·
Saint Lucia ·
Schotland · 
Servië en Montenegro · 
Seychellen ·
Slovenië · 
Slowakije · 
Spanje · 
Syrië ·
Tsjechië · 
Turkije · 
Wales · 
Wit-Rusland · 
Zweden · 
Zwitserland
Nederland (2011)